# Pomeni imen asteroidov: 70001–71000
Pregled pomenov imen asteroidov (malih planetov) od številke 70001 do 71000, ki jim je Središče za male planete dodelilo številko in so pozneje dobili tudi uradno ime  v skladu z dogovorjenim načinom imenovanja. Pregled je preverjen z Schmadelovim “Slovarjem imen malih planetov” (“Dictionary of Minor Planet Names”). 
Pregled pojasnjuje izvor oziroma pomen imen asteroidov, ki ga je priznala Mednarodna astronomska zveza (IAU). Nekateri asteroidi imajo imajo dodatno pojasnilo o izvoru imena, ki pa vedno ni popolnoma zanesljivo (oznaka “†” ali “‡“). 
| Ime                  | Začasna oznaka | Izvor imena |
| 70001–70100          | 70001–70100    | 70001–70100 |
| -------------------- | -------------- | --- |
| 70030 Margaretmiller | 1999 CZ1       | Margaret Miller, žena odkritelja † |
| 70101–70200          |                | |
| 70179 Beppechiara    | 1999 QQ1       | Giuseppe Brenna in njegova žena Chiara Martinoni, švicarska alpinista † |
| 70201–70300          |                | |
| 70301–70400          |                | |
| 70401–70500          |                | |
| 70446 Pugh           | 1999 TY13      | George Pugh (1822 – 1876), ameriški fizik, prvi je predlagal (v letu 1959), preizkus splošne relativnostne teorije s pomočjo kombinacije teleskopa in žiroskopa v satelitu, kjer ni upora, kar je bilo opravljeno s Težnostnim poskusom B (Gravity Probe B ali GP-B) (2004) † |
| 70501–70600          |                | |
| 70601–70700          |                | |
| 70679 Urzidil        | 1999 UV3       | Johannes Urzidil (1896 – 1970), češko-nemški pisatelj, pesnik in časnikar † ‡ |
| 70701–70800          |                | |
| 70737 Stenflo        | 1999 VA11      | Jan Olof Stenflo, švedsko-švicarski astronom † |
| 70745 Aleserpieri    | 1999 VZ20      | Alessandro Serpieri, italijanski učitelj matematike in fizike ter astronom † |
| 70801–70900          |                | |
| 70901–71000          |                | |
| 70936 Kámen          | 1999 WK1       | grad Kámen, gotski grad na južnem Češkem blizu mesta Pacova † Arhivirano 2005-03-08 na Wayback Machine. † ‡+ |
| 70995 Mikemorton     | 1999 XV35      | Michael (Mike) Morton, ameriški ljubiteljski astronom, član Astronomskega kluba Fort Bend (Fort Bend Astronomy Club) † |
| 71000 Hughdowns      | 1999 XD37      | Hugh Downs, ameriški televizijski napovedovalec, esejist in dolgoletni uradnik v društvu, ki se sedaj imenuje Nacionalno vesoljsko društvo (National Space Society ali NSS) † Arhivirano 2008-08-28 na Wayback Machine.                                                       |

| Predhodnik: 69001–70000 | Pomeni imen asteroidov Seznam asteroidov (70001-70250) Seznam asteroidov (70251-70500) Seznam asteroidov (70501-70750) Seznam asteroidov (70751-71000) | Naslednik: 71001–72000 |